# Ульяс Войтто Пульккіс
Ульяс Войтто Пульккіс (фін. Uljas Voitto Pulkkis; нар. 22 липня 1975, Гельсінкі) — фінський композитор. Він відомий своїми творами в галузі класичної та сучасної музики. Пульккіс здобув широке визнання за свої роботи, які включають симфонії, камерну музику та опери.

## Біографія
Навчався на математичному факультеті університету Гельсінкі, одночасно приватно займаючись музичною композицією. В 1997 роцы вступив на композиторський факультет Академії Сібеліуса (клас Тапані Лянсіе) і дебютував зі своїм октетом у фіналі національного конкурсу композиторів. Його музика часто характеризується інноваційними гармонійними структурами та яскравою оркестровкою. Пульккіс також відомий своїм умінням поєднувати традиційні та сучасні елементи у своїх творах. 
У 1999 році концерт Пульккіса для фортепіано та камерного оркестру «Сльози Людовіко» отримав першу премію Конкурсу імені королеви Єлизавети. Інші твори Пульккіса, особливо скрипковий концерт «Зачарований сад» (2000), також отримали загальноєвропейське визнання. У музиці Пульккіса поєднується інтерес до барокового коріння та серійної техніки.

## Композиції

### Опера
- Kekkonen — опера про велику людину (лібрето Лассе Лехтінена; прем'єра відбулася на музичному фестивалі в Ільмайокі 7 червня 2013 року)

### Оркестрові твори
- Енканто для камерного оркестру (1998-99)
- У Червоного Мудреця для камерних ансамблів (2000)
- Симфонічна Далі, три картини для оркестру (2002)
- На гребені хвиль, сім фантазій для оркестру (2003)
- Випробування для оркестру (2005)
- Дзвіночки для духових та ударних (2006)
- Вернал Блум, тональний вірш для оркестру (2008)
- Наша країна, симфонія для Фінляндії (2017)

### Концерти
- Сльози Людовіко для фортепіано з камерним оркестром (1998)
- Концерт для віолончелі Мадригал (2000–01)
- «Зачарований сад», «музична казка» для скрипки з оркестром (2000)
- Концерт для флейти (2002)
- На дивному бульварі для двох фортепіано з оркестром (2002)
- Аріон для баритона, валторни з оркестром (2004))
- Концерт для кларнета «Казки про радість, пристрасть і любов» (2005/10)
- Валторнний концерт Viima, Vitka ja Vimma (2006)
- Кристалізації, Подвійний концерт для скрипки, акордеона та струнного оркестру (2008)
- Концерт для фортепіано (2010/11)
- Стрекоза, концерт для віолончелі та камерного ансамблю (2012)
- Берлін, Концерт для флейти (2014)
- Evolution, Подвійний концерт для фортепіано лівої руки, акордеона та струнного оркестру (2017)
- Природознавство, Подвійний концерт для сопрано, віолончелі з оркестром (2017)